# Биндинг, Карл
Карл Биндинг (нем. Karl Lorenz Binding, 4 июня 1841, Франкфурт-на-Майне — 7 апреля 1920, Фрайбург) — немецкий учёный-правовед и криминолог.

## Биография
Карл Биндинг родился 4 июня 1841 года в Франкфурте-на-Майне. Учился там же в гимназии.
После окончания гимназии получил образование в Гейдельбергском и Гёттингенском университетах, где изучал право и историю.
В 1863 году ему была присвоена учёная степень доктора права, в 1864 году он прошёл хабилитацию, и в 1866 году начал профессорскую деятельность в Базельском университете, а затем во Фрайбургском.
При открытии после Франко-прусской войны университета Кайзера Вильгельма в Страсбурге, в 1872 году, Биндинг получил приглашение преподавать там, но позже перешёл в Лейпцигский университет, став профессором по кафедре уголовного права и судопроизводства.

## Научная деятельность
Карл Биндинг был специалистом по уголовному праву Германской империи.
Получил известность также за опубликованную незадолго до своей смерти книгу «Разрешение на уничтожение жизни, недостойной жизни», в которой вместе с коллегой по Фрайбургскому университету профессором психиатрии Альфредом Хохе писал, что «идиоты не имеют права на существование, их убийство — это праведный и полезный акт». Карл Биндинг предлагал государству учредить специальные комиссии по умерщвлению людей, недостойных жизни. Идеи, изложенные в этой книге, способствовали популяризации евгеники и, в частности, программы Т-4.